# Município de Jefferson (condado de Coshocton, Ohio)
O município de Jefferson (em inglês: Jefferson Township) é um município localizado no condado de Coshocton no estado estadounidense de Ohio. No ano de 2010 tinha uma população de 1.500 habitantes e uma densidade populacional de 21,97 pessoas por km².

## Geografia
O município de Jefferson encontra-se localizado nas coordenadas 40° 20′ 27″ N, 82° 02′ 23″ O. Segundo a Departamento do Censo dos Estados Unidos, o município tem uma superfície total de 68.26 km², da qual 68,18 km² correspondem a terra firme e (0,11 %) 0,08 km² é água.

## Demografia
Segundo o censo de 2010, tinha 1.500 habitantes residindo no município de Jefferson. A densidade populacional era de 21,97 hab./km². Dos 1.500 habitantes, o município de Jefferson estava composto pelo 97,73 % brancos, o 0,47 % eram afroamericanos, o 0,13 % eram amerindios, o 0,47 % eram asiáticos, o 0,13 % eram de outras raças e o 1,07 % eram de uma mistura de raças. Do total da população o 0,47 % eram hispanos ou latinos de qualquer raça.